# Totaled!
Totaled!, conocido en Europa como Crashed para la versión PlayStation 2 y Crash para la versión Xbox , es un videojuego de combate en vehículos desarrollado por Rage Software lanzado en 2002 para Xbox y PlayStation 2. El objetivo del juego es aplastar los autos de los demás hasta que sean "totalizados".

## Jugabilidad
Totaled! es un juego de carreras de acción, similar a los juegos de Destruction Derby. Prescindiendo de cualquier pretensión de simulación, el juego apunta a un estilo arcade. Los colores brillantes en el estilo artístico y la forma fácil en que los autos se pueden girar con solo presionar el freno de mano indican que este no es un juego para tomarse en serio.
Aunque cosméticamente el daño es de ubicación, los autos no sufren excesivamente si el daño se concentra en un área. A diferencia de los juegos de Destruction Derby, se puede continuar usando el frente para embestir a los oponentes durante una partida. En lugar de que los autos corran vueltas, las partidas se llevan a cabo con mayor frecuencia en arenas abiertas de arena, hielo, hierba, barro y asfalto.
El modo multijugador viene con diferentes modos de juego. El último hombre en pie tradicional se complementa con múltiples variaciones. Un tipo de juego Hunter, donde un automóvil se designa como objetivo y los puntos solo se pueden anotar al golpearlo. También hay un objetivo de puntuación que fomenta la búsqueda de grandes puntos y acrobacias, en lugar de destruir a los competidores. Otros son desafíos de conducción defensivos y ofensivos y un tipo de juego en el que solo se cuentan los puntos obtenidos al realizar saltos y acrobacias. El modo multijugador es compatible a través de pantalla dividida para 4 jugadores, pero no a través de Xbox Live o el enlace del sistema.

## Recepción
| Recepción |              |
| --- | ------------ |
| Puntuaciones de reseñas Evaluador Calificación Metacritic 55/100 [ 1 ] Puntuaciones de críticas Publicación Calificación AllGame [ 2 ] Edge 7/10 [ 3 ] Electronic Gaming Monthly 7/10 [ 4 ] Game Informer 4/10 [ 5 ] GamePro [ 6 ] GameSpot 3.5/10 [ 7 ] GameSpy [ 8 ] GameZone 6.9/10 [ 9 ] IGN 6.1/10 [ 10 ] Official Xbox Magazine 7.1/10 [ 11 ] |              |
| Puntuaciones de reseñas |              |
| Evaluador | Calificación |
| Metacritic | 55/100       |
| Puntuaciones de críticas |              |
| Publicación | Calificación |
| AllGame | [ 2 ]        |
| Edge | 7/10         |
| Electronic Gaming Monthly | 7/10         |
| Game Informer | 4/10         |
| GamePro | [ 6 ]        |
| GameSpot | 3.5/10       |
| GameSpy | [ 8 ]        |
| GameZone | 6.9/10       |
| IGN | 6.1/10       |
| Official Xbox Magazine | 7.1/10       |

La versión para Xbox de Totaled! recibió críticas "mixtas" según el sitio web de agregación de reseñas Metacritic.